# Paralovo (Gnjilane)
Pour les articles homonymes, voir Paralovo.
Paralovo en serbe latin et Parallovë en albanais (en serbe cyrillique : Паралово) est une localité du Kosovo située dans la commune/municipalité de Gjilan/Gnjilane, district de Gjilan/Gnjilane (Kosovo) ou district de Kosovo-Pomoravlje (Serbie). Selon le recensement kosovar de 2011, elle compte 207 habitants.
Selon le découpage administratif du Kosovo, le village est rattaché à la commune/municipalité de Novobërdë/Novo Brdo, dans le district de Pristina.

## Démographie

### Évolution historique de la population dans la localité
| 1948 | 1953 | 1961 | 1971  | 1981 | 1991 | 2011 |
| ---- | ---- | ---- | ----- | ---- | ---- | ---- |
| 770  | 816  | 937  | 1 010 | 990  | 850  | 207  |

|  |

### Répartition de la population par nationalités (2011)
En 2011, les Serbes représentaient 60,87 % de la population et les Albanais 39,13 %.